# Nagoya Daigaku (métro de Nagoya)
Nagoya Daigaku (名古屋大学駅, Nagoya Daigaku-eki) est une station du métro de Nagoya sur la ligne Meijō dans l'arrondissement de Chikusa à Nagoya.

## Situation sur le réseau
La station Nagoya Daigaku est située au point kilométrique (PK) 15,1 de la ligne Meijō.

## Histoire
La station a été inaugurée le 13 décembre 2003.

## Services aux voyageurs

### Accès et accueil
La station est ouverte tous les jours.

### Desserte

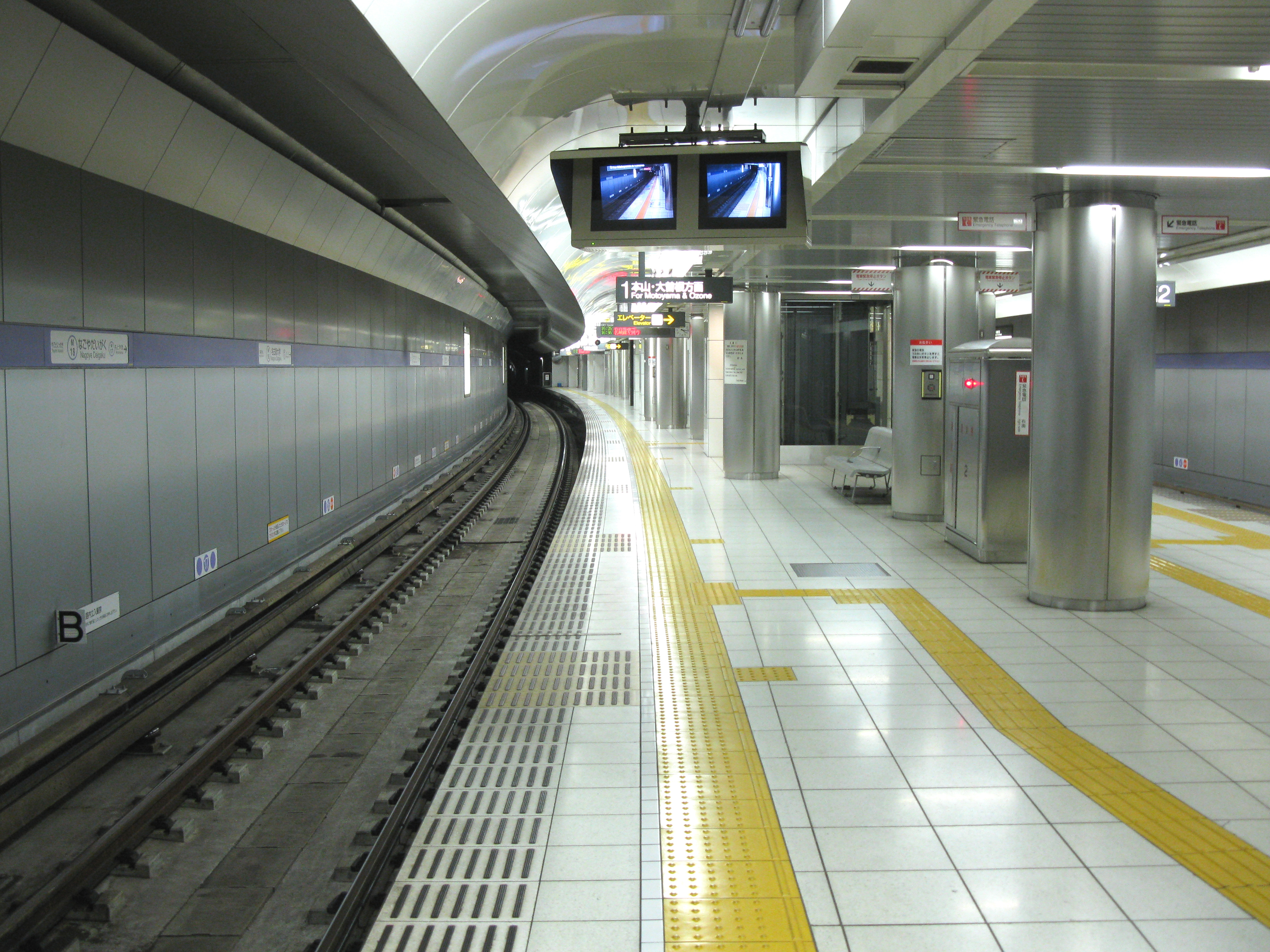
Vue des quais de la ligne Meijō.

- Ligne Meijō :
  - voie 1 : direction Ōzone
  - voie 2 : direction Aratama-bashi

### Dans les environs
- L'université de Nagoya, qui donne son nom à la station.
- L'université Nanzan.